# 4756 Asaramas
4756 Asaramas је астероид главног астероидног појаса са средњом удаљеношћу од Сунца која износи 3,025 астрономских јединица (АЈ).
Апсолутна магнитуда астероида је 12,0.